# Chang Wufei
Chang Wufei (チャン・ウーフェイ?, Ūfei Chan) è un personaggio immaginario, uno dei cinque protagonisti piloti di Gundam della serie televisiva animata Gundam Wing.
È un sedicenne solitario di etnia cinese molto esperto nelle arti marziali, con un forte senso dell'onore e dotato di un grande orgoglio ed amor proprio. Discendente da una famiglia di guerrieri, disprezza sommamente la debolezza di carattere e di corpo, guarda dall'alto in basso tutti coloro che ritiene deboli e vili (e per principio tutte le donne).
Inviato sulla Terra a bordo del Gundam Shenron/Ninja col preciso compito di portare a termine l'Operazione meteora e liberar così le colonie spaziali oppresse dalla tirannia della Federazione degli stati terrestri, che sempre più sta ampliando la propria sfera d'influenza.
 Preferisce di norma combattere singolarmente contro i nemici che gli si parano innanzi, piuttosto che partecipare a battaglie di gruppo assieme agli altri quattro suoi coetanei.
Ha una marcata indole maschilista, espressa in varie occasioni nei suoi rapporti con Noin, Sally e altre giovani donne; come dimostra con la sua sconfitta alla scherma con Treize, non accetta facilmente di perdere, neanche di fronte ad un avversario chiaramente più abile di lui.